# Dlouhodobý majetek
Dlouhodobý majetek (zkráceně DM) je majetek, který je používán po dobu delší jednoho roku, postupně se opotřebovává. Vstupní cena DM nehraje při zařazování roli. Hranice 80 000 Kč u DHM je důležitá až kvůli počítání odpisů (zákon o dani z příjmů). Dělí se do tří základních druhů a pro firmy má zásadní význam, jelikož významně ovlivňuje výše daní. Dlouhodobý majetek se nespotřebovává, nýbrž opotřebovává a během jeho užívání může dojít k technickému zhodnocení – přestavby, rekonstrukce, modernizace aj. Tento proces zvyšuje hodnotu majetku a odpisy, pokud technické zhodnocení překročilo výše zmíněnou hranici.

## Druhy dlouhodobého majetku
Dlouhodobý majetek se člení na tři základní typy – hmotný, nehmotný a finanční. Hmotný DM se dále člení na movitý a nemovitý.

### Dlouhodobý hmotný majetek

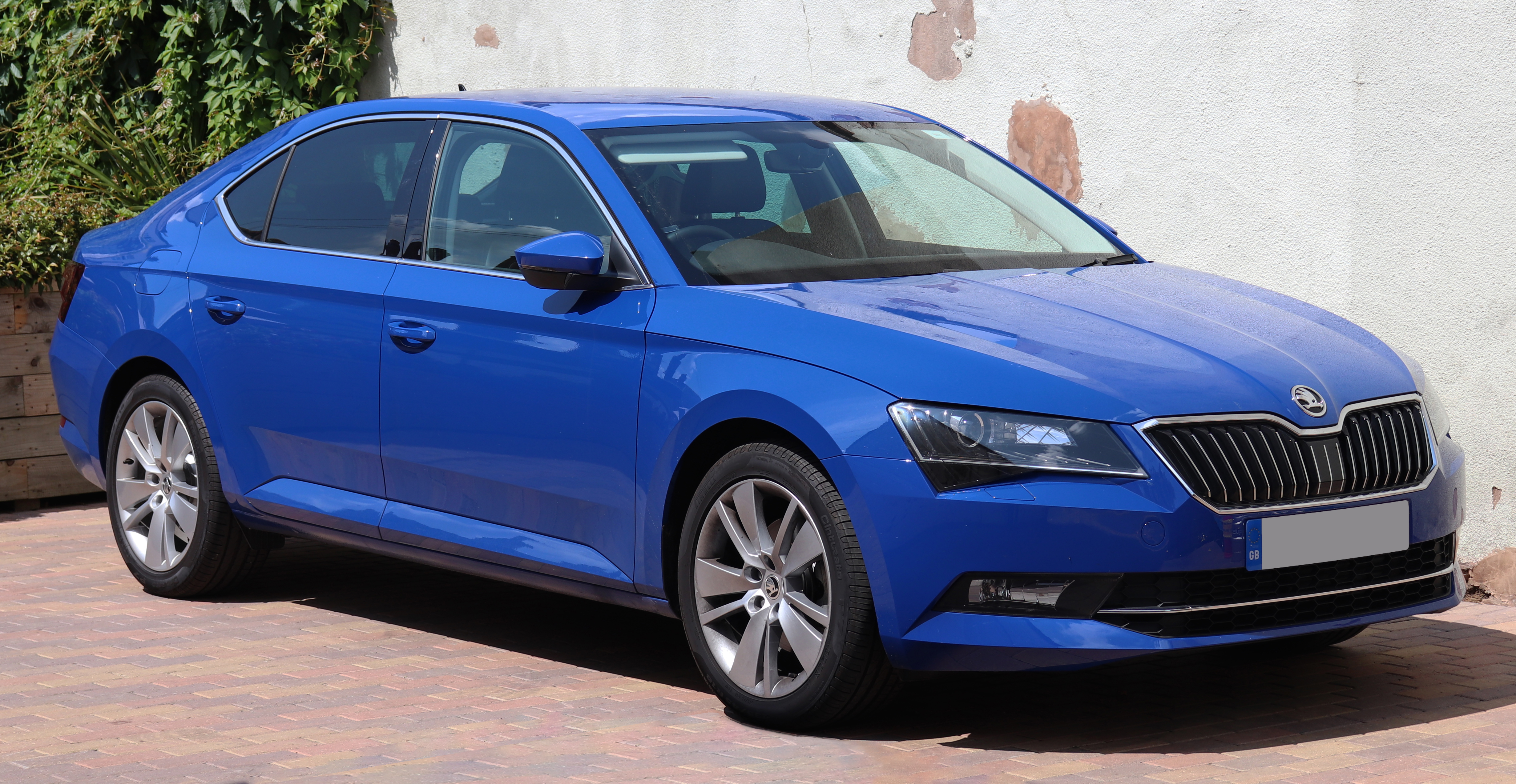
Příklad možného dlouhodobého hmotného majetku – automobil Škoda Superb III

Cena hmotného DM musí být vyšší než 80 000 Kč (nově od roku 2021, dříve 40 000) a doba používání musí být delší než jeden rok, aby se majetek mohl začít odpisovat. Mimo půdy a uměleckých předmětů se odepisuje (účetní a daňové odpisy).

### Dlouhodobý nehmotný majetek
Cena odpisovatelného nehmotného DM už od roku 2021 stanovena není, jeho doba používání je delší než jeden rok a odepisuje se účetními i daňovými odpisy. Pokud nesplňuje finanční hranici a vnitřní směrnicí nebyla hranice určena nižší, DM se účtuje rovnou do nákladů (služby).
Příklady:
- licence, software, obchodní značka

### Dlouhodobý finanční majetek
Finanční DM se od hmotného a nehmotného značně liší. Neodepisuje se a nemá stanovenou minimální cenu. Doba používání musí být delší jednoho roku.
Příklady:
- dlouhodobé cenné papíry (akcie, dluhopisy atd.)

## Opotřebení
Dlouhodobý majetek může být opotřebováván dvěma způsoby:

### Fyzické opotřebení
Fyzické opotřebení označuje technický stav daného majetku. V případě automobilu může být fyzicky opotřeben např. lak nebo součástka v motoru. Fyzicky, na rozdíl od morálního opotřebení, nemusí být majetek opotřebováván neustále.

### Morální opotřebení
Morální opotřebení označuje technickou zastaralost daného majetku. č. 563/1991 Sb. Nezávisle na jeho fyzickém stavu je veškerý majetek neustále morálně opotřebováván. Např. starý trabant či černobílý televizor, jejichž fyzický stav je naprosto v pořádku, jsou přesto morálně velmi opotřebeny.

## Způsoby pořízení
- nákup (uskutečňuje se pomocí předem uzavřené kupní smlouvy s vybraným dodavatelem),
- vlastní výroba (ve vlastních nákladech),
- darování,
- finanční leasing,
- převod z osobního majetku podnikatele.
- vklad majetku společníky,
- nové zjištění.